# Naturkundemuseum (Graz)
Das Naturkundemuseum in Graz ist Teil des Universalmuseums Joanneum. Es wurde 2013 eröffnet und präsentiert in seiner Dauerausstellung Objekte der Sammlungen Botanik, Geologie & Paläontologie, Mineralogie und Zoologie. Zu den Besonderheiten des Naturkundemuseums zählt eine seltene Mineraliensystematik nach Tschermak aus dem 19. Jahrhundert, ein Steiermarkrelief, das in den Jahren 1890 bis 1905 im Maßstab 1:37.500 angefertigt wurde, sowie ein Schaubergwerk aus der ersten Hälfte des 20. Jahrhunderts.

## Geschichte

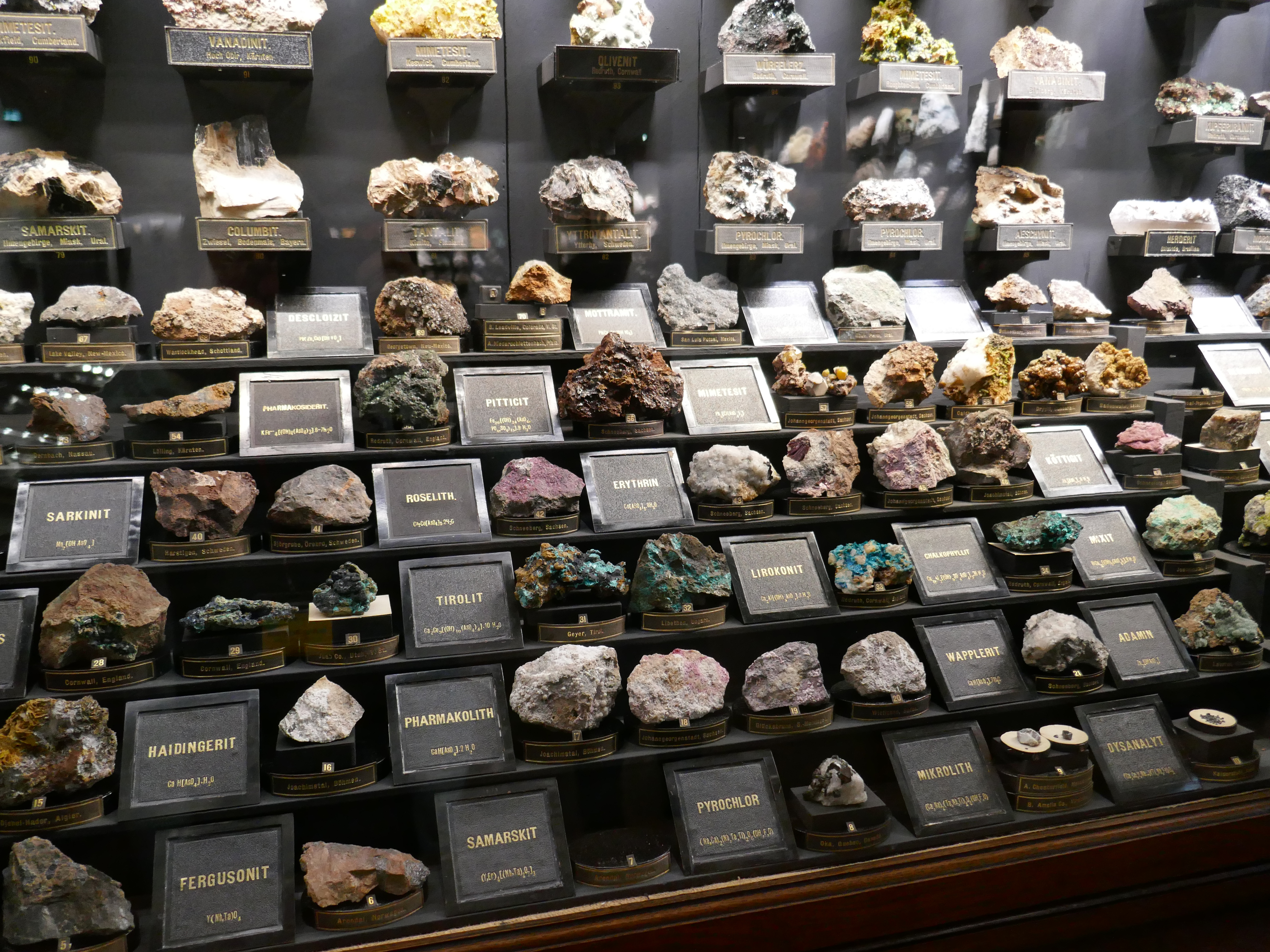
Historische Mineraliensammlung

Die naturkundlichen Sammlungen des 1811 von Erzherzog Johann gegründeten Universalmuseums Joanneum gelten als die „Keimzellen“ dieser Institution, die ursprünglich eine Kombination von naturwissenschaftlich-technischer Lehranstalt und Museum war. Sammlungen und Lehrbetrieb waren im Stammhaus des Joanneums, dem Lesliehof in der Raubergasse 10 in Graz, untergebracht. Auf dem Areal des heutigen Joanneumsviertelplatzes wurde unmittelbar nach der Museumsgründung ein Botanischer Garten angelegt. Dieser sogenannte Joanneumsgarten war eine weitläufige und beliebte Parkanlage, die in den späten 1880er Jahren aufgelassen wurde.
Die naturkundlichen Sammlungs- und Schaubereiche wuchsen bereits im 19. Jahrhundert stetig. Franz Unger, der am Joanneum tätige „Begründer der Paläobotanik“, richtete eine der ersten Schausammlungen auf diesem Gebiet aus. Nachdem in den 1880er Jahren die Trennung von Museum und Lehrbetrieb auch räumlich umgesetzt wurde, erfolgte eine Neuaufteilung der Schauräume, in denen dichte Objektarrangements aufgestellt wurden. Die klassischen systematischen Aufstellungen wurden am Ende des 19. Jahrhunderts neu eingerichtet. Vorübergehend wurde auch ein Meerwasseraquarium geschaffen, das mit Meerwasser aus Triest befüllt wurde.
In den 1930er und 1940er Jahren schuf die bekannte Tiermalerin Norbertine Bresslern-Roth großformatige Hintergrundgemälde für Dioramen im zoologischen Bereich des Museums. In der Sammlung Geologie & Paläontologie wurden in der Zeit des Zweiten Weltkriegs Themenräume zu den wichtigsten Rohstoffen der Steiermark eingerichtet. Die Botanische Sammlung präsentierte in der ersten Hälfte des 20. Jahrhunderts eine Auswahl der Früchte- und Samensammlung sowie Auszüge aus dem Herbarium.

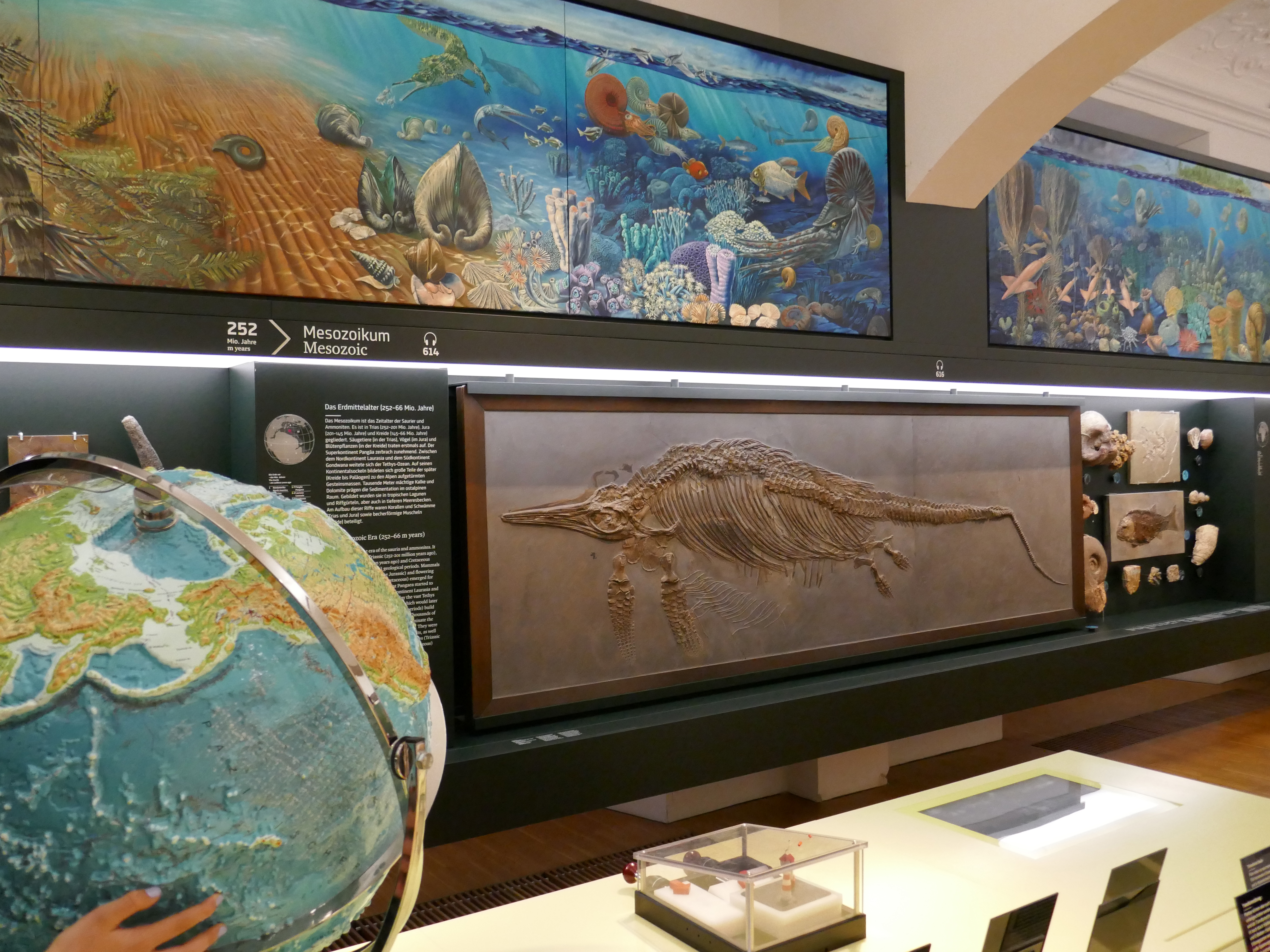
Ausstellungsraum Erdgeschichte

In den 1990er Jahren wurden erste Konzepte für eine grundlegend neue Gestaltung des Naturkundemuseums im Zuge der Neuaufstellung des damaligen Landesmuseums Joanneum entwickelt. Von 2010 bis 2013 wurde schließlich das Bauprojekt Joanneumsviertel realisiert, mit dem das Stammhaus des Joanneums, das neobarocke Museumsgebäude Neutorgasse sowie die Steiermärkische Landesbibliothek zu einem unterirdisch verbundenen Kulturzentrum zusammengeführt wurden. Das Naturkundemuseum als Teil des Joanneumsviertels befindet sich nach wie vor in seinem ursprünglichen Gebäude, dem Lesliehof.

## Sonderausstellungen
- Die Härte macht den Unterschied! - Zum 250. Geburtstag von Friederich Mohs, 2023–2024[14]

- Auf Spurensuche durch die Erdgeschichte, 2022–2023[15]
- Gold, Gold, nur du allein …, 2021–2022[16]

- Boden in Bewegung - Hangrutschungen im Klimawandel, 2021–2022[17]

- Von Sklavenjägern und Viehhaltern - Die Ameisen der Steiermark, 2020–2021[18]

- Die dünne Haut der Erde - Unsere Böden, 2019–2020[19]

- The Fly - Warum wir Insekten brauchen, 2019[20]

- Hotspot Mur - Smaragde im Verborgenen, 2018[21]

- SEXperten. Flotte Bienen, tolle Hechte, 2017–2018[22]
- Natur in Menschenhand? Über Wirkungen und unerwünschte Nebenwirkungen, 2016–2017
- Weltenbummler. Neue Tiere und Pflanzen unter uns, 2015–2017
- Kröten, Schlangen & Co. In unseren Gärten, aber wo?, 2016
- Wirkungswechsel. Eine interaktive Wissenschaftsausstellung, 2016
- Landschaft im Wandel. Vom Matterhorn ins Vulkanland, 2015–2016
- Endstation Meer. Das Plastikmüll-Projekt, 2015
- Fischwelten. Griechische Fischteller aus der Sammlung Florence Gottet, 2014–2015
- Matheliebe, 2013–2014
- Pilze: Netzwerker der Natur, 2013–2014